# Las playas del espacio
Las playas del espacio es una colección de cuentos cortos del reconocido escritor Richard Matheson. Se publicó en 1957 y su título original es "The Shores of Space".

## Lista de cuentos
- El ser
- Acero
- Una manera de sobrevivir
- El examen
- El hábito hace al monje
- Hijo de sangre
- El invasor
- Cuando se acaba el día
- El niño curioso
- El funeral
- El última día
- La niña extraviada
- El compañero de juegos